# Lac Te Anau
Le Lac Te Anau est un lac de l'Île du Sud en Nouvelle-Zélande.

## Étymologie
Son nom vient du Maori Te Ana-au qui signifie littéralement "La grotte de l'eau tourbillonnante".

## Géographie
Le lac occupe une surface de 344 km2, ce qui en fait le second plus grand lac de Nouvelle-Zélande après le Lac Taupo, et le plus grand de l'ile du sud.